# Bellulia incognita
Bellulia incognita là một loài bướm đêm thuộc họ Erebidae. Nó được tìm thấy ở Lào.
Sải cánh dài khoảng 9 mm. Cánh trước màu nâu hơi xám. Cánh dưới màu hơi xám.